# هرمن ویتون
هرمن ویتون (انگلیسی: Herman Whiton; ۶ آوریل ۱۹۰۴ – ۶ سپتامبر ۱۹۶۷) قایقران قایق بادبانی اهل ایالات متحده آمریکا بود.